# Per August Lindholm
Per August Andreas Lindholm, född 22 april 1856 i Lycksele, död 5 maj 1944 i Vännäs köping, var en svensk lärare, författare, folklivsskildrare och tidningsman. 

## Biografi
Lindholms föräldrar var lantbrukaren Per Christian Mattson-Ahlenius och Eva Gustava Johansdotter. Lindholm tog folkskollärarexamen i Härnösand 1878, och var sedan folkskollärare i Kungsbacka från 1881 och i Piteå landsförsamling från 1888. Han blev första lärare vid Korsnäs sågverks folkskola 1894 och i Vännäs 1899. Han var far till författaren Valdemar Lindholm.
Lindholm grundade Norrbottens Allehanda och var dess redaktör 1891–1893, tillfällig medarbetare i Falu-Kuriren 1895–1899 och medarbetare i Västerbottens-Kuriren 1903–1906. Han lämnade även bidrag till flera andra tidningar.

### Skönlitteratur
- Lappen vid Manjaur och hans dotter : berättelse från södra Lapplande af Mathias Bjugg. Stockholm: Beijer. 1883. Libris 22698100. http://hdl.handle.net/2077/56482
- Hos lappbönder : skildringar, sägner och sagor från södra Lappland. Stockholm: Bonnier. 1884. Libris 592637. http://urn.kb.se/resolve?urn=urn:nbn:se:umu:rara-816
- Snöflingor : allvar och skämt / af Mathias Bjugg. Alingsås. 1884. Libris 10125040
- Från sagoverlden : sagor berättade för barn / med original-illustrationer af Jenny Nyström. Stockholm: Oscar L. Lamm. 1887. Libris 1247775
- Ensam : berättelse från södra Lappland. Stockholm: Fredriksson. 1889. Libris 21579603. http://hdl.handle.net/2077/53794
- Historiska berättelser. 1-5. Stockholm: Beijer. 1890-1893. Libris 2165607
  -  1, Gustaf Wasa och westmanländingen eller Sköldemärket  : berättelse från befrielsekriget 1521. 1890. Libris 2165608. http://hdl.handle.net/2077/51672
  -  2, Hans Wåghals  : berättelse från Gustaf Wasas tid. 1890. Libris 2165609. http://hdl.handle.net/2077/51673
  -  3, Hans Rödskägg och Erik Skeppare eller Johan III och ångermanländingen. 1890. Libris 2165610. http://hdl.handle.net/2077/51674
  -  4, Gustaf II Adolf och helsingen  : berättelse från kriget i Ryssland 1614 och 1615. 1890. Libris 2165611. http://hdl.handle.net/2077/51675
  -  5, Kung Erik och blekingsflickan : berättelse från kriget med Danmark 1564. Stockholm: Beijer. 1893. Libris r14scr8gp6qj9pnm. http://hdl.handle.net/2077/57982
- Prinsen af Lappland : en äfventyrares lefnadsöden  : historisk-romantisk berättelse. Fosterländska berättelser ; 1. Stockholm: Bonnier. 1891. Libris 1621214
- Lapplandsbilder : folklifsberättelser. Stockholm: Bonnier. 1892. Libris 3308771
- Petter Ros : historisk-romantisk berättelse från ryska härjningarna i Norrbotten 1716 och 1721. Fosterländska berättelser ; 6. Stockholm: Bonnier. 1892. Libris 1621219
- Lapp-Marga : berättelse ur nomad- och nybyggarlifvet  : svenskt original för Stockholm-Tidningen. Stockholm: Stockholms-Tidningen. 1895. Libris 2345111
- Marga : berättelse. Stockholm: Wahlström & Widstrand. 1896. Libris 1663267
- Herr Håkan : historisk skizz från Näftågets tid  : original för Falu-Kuriren. Falun. 1897. Libris cm2gwrfz9qtjznj0. http://hdl.handle.net/2077/58637
- Hämden : historisk skildring från Näftågets tid. Stockholm: Beijer. 1897. Libris 3cs77dm51zlt7rc1. http://hdl.handle.net/2077/58638
- Samlade sagor och berättelser för barn / med 8 helsidespl. af Sigrid Asp. Stockholm: Bonnier. 1903. Libris 1727517
- Skogsmänniskor och fjällfolk : berättelser från fjällbygden. Umeå: c. 1905. Libris 1272566
- Lappfolk : (Beijen pardnek) / [teckningar af John Bauer]. Svenska folkets favoritböcker. Göteborg: Åhlén & Åkerlund. 1908. Libris 526052
- Wästgötakungen och hans ättlingar : historisk roman från medeltiden. Göteborg: Åhlén & Åkerlund. 1908. Libris 1615424

### Varia
- Lärobok i Sveriges historia för folkskolor med kortare kurs. Stockholm. 1889
- Lärobok i geografi för folkskan i enlighet med lärobokskommitténs utlåtande utarb. Stockholm. 1890
- Lärobok i geografi för flyttande folkskolor och mindre folkskolor. Stockholm: Bonnier. 1891. Libris 2165619
- Från det gamla Lappland : arkivanteckningar. Umeå. 1904. Libris 2778929 - Tillsammans med Waldemar Lindholm.
- Västerbotten och dess folk. Text till Svenska turistföreningens bilder ; 24. Stockholm. 1908
- Västerbottens län : läsebok för skola och hem. Hembygdsböckerna. Uppsala. 1926. Libris 463246